# Gmelina lepidota
Gmelina lepidota là một loài thực vật có hoa trong họ Hoa môi. Loài này được Scheff. mô tả khoa học đầu tiên năm 1876.